# Tosaint Ricketts
Tosaint Ricketts, né le 6 août 1987 à Edmonton au Canada, est un joueur international canadien de soccer jouant au poste d'attaquant. Expatrié pendant la première partie de sa carrière, il rejoint des formations canadiennes de Major League Soccer en 2016 avant de mettre un terme à sa carrière sportive en janvier 2023.

## Biographie

### Carrière en club
Le 14 novembre 2022, au terme de la saison 2022, les Whitecaps annoncent que son contrat n'est pas renouvelé. Quelques semaines plus tard, le 31 janvier 2023, il annonce mettre un terme à sa carrière sportive,.

### Carrière internationale
Avec les moins de 20 ans, il participe à la Coupe du monde des moins de 20 ans en 2007. Lors du mondial junior organisé dans son pays natal, il joue trois matchs. Avec un bilan catastrophique de trois défaites en trois matchs, six buts encaissés et zéro buts marqués, le Canada est piteusement éliminé dès le premier tour.
Le 30 mai 2009, il figure pour la première fois sur le banc des remplaçants de l'équipe nationale A, mais sans entrer en jeu, lors d'une rencontre amicale face à l'équipe de Chypre (victoire 0-1). Il doit finalement attendre le 9 février 2011 pour recevoir enfin sa première sélection, lors d'un match amical face à la Grèce. Il entre en jeu sur le terrain au cours de la seconde mi-temps, en remplacement de son coéquipier Josh Simpson. Le Canada s'incline sur le score de 1-0.
Le 1er juin 2011, il inscrit son premier but avec le Canada, lors d'une rencontre amicale face à l'Équateur (score final : 2-2). Quelques jours plus tard, il participe à la Gold Cup organisée aux États-Unis. Lors de cette compétition, il ne joue qu'un seul match, face au Panama. Avec un bilan d'une victoire, d'un nul et une défaite, le Canada ne dépasse pas le premier tour.
Puis, le 27 juin 2013, il fait partie des 23 appelés par le sélectionneur national Colin Miller pour la Gold Cup 2013. Lors de ce tournoi, il dispute trois rencontres. Le Canada est éliminée au premier tour. Il participe à sa troisième Gold Cup en juillet 2015. Lors de cette compétition, il joue trois matchs. Le Canada est éliminée au premier tour. 
Le 27 juin 2017, il fait de nouveau partie des 23 appelés par le sélectionneur national Octavio Zambrano pour la Gold Cup 2017. Lors de cette compétition, il joue une seule rencontre face au Costa Rica. Le Canada s'incline en quart de finale contre la Jamaïque.

## Palmarès
Toronto FC
- Vainqueur de la Coupe de la Major League Soccer en 2017
- Vainqueur du Championnat canadien en 2017 et 2018
- Vainqueur du Supporters' Shield en 2017
- Finaliste de la Coupe de la Major League Soccer en 2016
- Finaliste de la Ligue des champions de la CONCACAF en 2018
- Finaliste de la Campeones Cup en 2018

 Sūduva Marijampolė
- Champion de Lituanie en 2019
- Vainqueur de la Supercoupe de Lituanie en 2019

 Whitecaps de Vancouver
- Finaliste du Championnat canadien en 2022

## Statistiques

### Statistiques détaillées
| Saison                | Club                   | Championnat           | Championnat | Championnat | Championnat | Coupe nationale | Coupe nationale | Coupe nationale | Coupe de la Ligue | Coupe de la Ligue | Coupe de la Ligue | Supercoupe | Supercoupe | Supercoupe | Compétition(s) continentale(s) | Compétition(s) continentale(s) | Compétition(s) continentale(s) | Compétition(s) continentale(s) | Séries | Séries | Séries | Canada | Canada | Canada | Total | Total | Total |
| Saison                | Club                   | Division              | M.          | B.          | P.d.        | M.              | B.              | P.d.            | M.                | B.                | P.d.              | M.         | B.         | P.d.       | Comp.                          | M.                             | B.                             | P.d.                           | M.     | B.     | P.d.   | M.     | B.     | P.d.   | M.    | B.    | P.d.  |
| 2009                  | MyPa-47                | Veikkausliiga         | 16          | 5           | 0           | -               | -               | -               | -                 | -                 | -                 | -          | -          | -          | -                              | -                              | -                              | -                              | -      | -      | -      | -      | -      | -      | 16    | 5     | 0     |
| 2010                  | MyPa-47                | Veikkausliiga         | 24          | 4           | 2           | 1               | 0               | 0               | 5                 | 1                 | 0                 | -          | -          | -          | C3                             | 5                              | 5                              | 0                              | -      | -      | -      | -      | -      | -      | 35    | 10    | 2     |
| Sous-total            | Sous-total             | Sous-total            | 40          | 9           | 2           | 1               | 0               | 0               | 5                 | 1                 | 0                 | -          | -          | -          | -                              | 5                              | 5                              | 0                              | -      | -      | -      | -      | -      | -      | 51    | 15    | 2     |
| 2010-2011             | Politehnica Timișoara  | Liga I                | 9           | 1           | 3           | -               | -               | -               | -                 | -                 | -                 | -          | -          | -          | -                              | -                              | -                              | -                              | -      | -      | -      | 3      | 1      | 0      | 12    | 2     | 3     |
| 2011-2012             | Politehnica Timișoara  | Liga II               | 14          | 5           | 1           | 3               | 1               | 0               | -                 | -                 | -                 | -          | -          | -          | -                              | -                              | -                              | -                              | -      | -      | -      | 11     | 3      | 1      | 28    | 9     | 2     |
| Sous-total            | Sous-total             | Sous-total            | 23          | 6           | 4           | 3               | 1               | 0               | -                 | -                 | -                 | -          | -          | -          | -                              | -                              | -                              | -                              | -      | -      | -      | 14     | 4      | 1      | 40    | 11    | 5     |
| 2012                  | Vålerenga              | Tippeligaen           | 3           | 1           | 0           | -               | -               | -               | -                 | -                 | -                 | -          | -          | -          | -                              | -                              | -                              | -                              | -      | -      | -      | 4      | 1      | 0      | 7     | 2     | 0     |
| 2013                  | Sandnes Ulf            | Tippeligaen           | 12          | 0           | 1           | 2               | 2               | 1               | -                 | -                 | -                 | -          | -          | -          | -                              | -                              | -                              | -                              | -      | -      | -      | 8      | 0      | 0      | 22    | 2     | 2     |
| 2013-2014             | Bucaspor               | 1. Lig                | 25          | 7           | 5           | 3               | 2               | 0               | -                 | -                 | -                 | -          | -          | -          | -                              | -                              | -                              | -                              | -      | -      | -      | 6      | 1      | 0      | 34    | 10    | 5     |
| 2014-2015             | Hapoël Haïfa           | Ligat Ha`Al           | 30          | 1           | 0           | 1               | 0               | 0               | 5                 | 2                 | 0                 | -          | -          | -          | -                              | -                              | -                              | -                              | -      | -      | -      | 10     | 4      | 1      | 46    | 7     | 1     |
| 2015-2016             | Boluspor               | 1. Lig                | 15          | 1           | 0           | 3               | 0               | 0               | -                 | -                 | -                 | -          | -          | -          | -                              | -                              | -                              | -                              | -      | -      | -      | 6      | 2      | 0      | 24    | 3     | 0     |
| 2016                  | Toronto FC             | MLS                   | 11          | 3           | 0           | -               | -               | -               | -                 | -                 | -                 | -          | -          | -          | -                              | -                              | -                              | -                              | 6      | 2      | 1      | 6      | 2      | 2      | 23    | 7     | 3     |
| 2017                  | Toronto FC             | MLS                   | 22          | 7           | 2           | 3               | 0               | 0               | -                 | -                 | -                 | -          | -          | -          | -                              | -                              | -                              | -                              | 1      | 0      | 0      | 3      | 1      | 0      | 29    | 8     | 2     |
| 2018                  | Toronto FC             | MLS                   | 18          | 3           | 0           | 2               | 1               | 0               | -                 | -                 | -                 | -          | -          | -          | LCC+CC                         | 2+1                            | 0                              | 0                              | -      | -      | -      | 2      | 1      | 0      | 25    | 5     | 0     |
| Sous-total            | Sous-total             | Sous-total            | 51          | 13          | 2           | 5               | 1               | 0               | -                 | -                 | -                 | -          | -          | -          | -                              | 3                              | 0                              | 0                              | 7      | 2      | 1      | 11     | 4      | 2      | 77    | 20    | 5     |
| 2019                  | Sūduva Marijampolė     | A Lyga                | 15          | 8           | 1           | 1               | 0               | 0               | -                 | -                 | -                 | 1          | 1          | 0          | C1+C3                          | 1+2                            | 0+1                            | 0                              | -      | -      | -      | -      | -      | -      | 20    | 10    | 1     |
| 2019                  | Whitecaps de Vancouver | MLS                   | 8           | 1           | 1           | -               | -               | -               | -                 | -                 | -                 | -          | -          | -          | -                              | -                              | -                              | -                              | -      | -      | -      | -      | -      | -      | 8     | 1     | 1     |
| 2020                  | Whitecaps de Vancouver | MLS                   | 16          | 2           | 0           | -               | -               | -               | -                 | -                 | -                 | -          | -          | -          | -                              | -                              | -                              | -                              | -      | -      | -      | 2      | 1      | 0      | 18    | 3     | 0     |
| 2021                  | Whitecaps de Vancouver | MLS                   | 14          | 0           | 0           | 1               | 0               | 0               | -                 | -                 | -                 | -          | -          | -          | -                              | -                              | -                              | -                              | -      | -      | -      | -      | -      | -      | 15    | 0     | 0     |
| 2022                  | Whitecaps de Vancouver | MLS                   | 23          | 4           | 1           | 3               | 0               | 0               | -                 | -                 | -                 | -          | -          | -          | -                              | -                              | -                              | -                              | -      | -      | -      | -      | -      | -      | 26    | 4     | 1     |
| Sous-total            | Sous-total             | Sous-total            | 61          | 7           | 2           | 4               | 0               | 0               | -                 | -                 | -                 | -          | -          | -          | -                              | -                              | -                              | -                              | -      | -      | -      | 2      | 1      | 0      | 67    | 8     | 2     |
| Total sur la carrière | Total sur la carrière  | Total sur la carrière | 276         | 53          | 17          | 23              | 6               | 1               | 10                | 3                 | 0                 | 1          | 1          | 0          | -                              | 11                             | 6                              | 0                              | 7      | 2      | 1      | 61     | 17     | 4      | 389   | 88    | 23    |